# Albertina Berkenbrock
Albertina Berkenbrock (São Luís, 11 aprile 1919 – São Luís, 15 giugno 1931) fu una laica proclamata beata dalla Chiesa cattolica nel 2007.

## Biografia

### Infanzia
Albertina nacque in Brasile, nello Stato di Santa Catarina. I nonni erano emigrati in Brasile da Schöppingen, in Germania portando con sé i loro tre figli, uno dei quali era Johann Hermann, il padre di Albertina. Johann sposò Elisabeth Schmöller, con cui ebbe nove figli. Era una devota famiglia di agricoltori che assisteva regolarmente alla Messa e viveva la propria fede nella quotidianità.
Albertina fu battezzata il 25 maggio 1919 e ricevette la cresima il 9 marzo 1925. Il 16 agosto 1928 fece la sua Prima Comunione, un'esperienza che lei descrisse come il più bel giorno della sua vita. Aveva una speciale devozione alla Beata Vergine Maria e a san Luigi Gonzaga, un modello di purezza e il santo patrono di São Luís.

### Morte
Il 15 giugno 1931 Maneco Palhoça, uno dei dipendenti di suo padre, tentò di violentarla. Ella reagì, ma quando l'assalitore si rese conto che avrebbe fallito e che Albertina avrebbe potuto identificarlo, l'afferrò per i capelli e le tagliò la gola con un coltello. Tentò poi di far ricadere la colpa del crimine su un altro uomo e poi fuggì, ma fu arrestato. Confessò il suo crimine e altri due assassinii. Fu processato, imprigionato e condannato all'ergastolo. In carcere ammise davanti ai compagni di cella che aveva ucciso Albertina perché aveva resistito al tentativo di violenza.

## Beatificazione
Albertina Berkenbrock è considerata una martire in difesa della castità. Il 16 dicembre 2006 papa Benedetto XVI ne dichiarò il martirio e fu beatificata il 20 ottobre 2007. La sua memoria liturgica ricorre il 15 giugno.